# Motor Trend 500 1964
Motor Trend 500 1964 var ett stockcarlopp ingående i Nascar Grand National Series (nuvarande Nascar Cup Series) som kördes 19 januari 1964 på den 2,7 mile (4,345 meter) långa road course-banan Riverside International Raceway i Riverside i Kalifornien. Totalt avverkades 499,5 miles (803,867 km) fördelat på 185 varv. Banunderlaget var asfalt. Loppet vanns av Dan Gurney i en Ford på tiden 5:28.47 körande för Wood Brothers Racing. Gurneys snitthastighet uppgick till 91,245 mph. Han var vid målgång ensam förare på ledarvarvet, ett varv före tvåan Marvin Panch. Prispotten uppgick till 53 070 dollar, varav 12 870 dollar gick till segraren.

## Resultat
| Plc     | Nr  | Förare           | Team/ bilägare        | Konstruktör | Start | Varv | Ledda varv |
| ------- | --- | ---------------- | --------------------- | ----------- | ----- | ---- | ---------- |
| 1       | 121 | Dan Gurney       | Wood Brothers Racing  | Ford        | 4     | 185  | 142        |
| 2       | 21  | Marvin Panch     | Wood Brothers Racing  | Ford        | 6     | 184  | 0          |
| 3       | 22  | Fireball Roberts | Holman Moody          | Ford        | 14    | 183  | 0          |
| 4       | 9W  | Bill Amick       | Dick Niles            | Mercury     | 10    | 181  | 0          |
| 5       | 11  | Ned Jarrett      | Bondy Long            | Ford        | 21    | 180  | 0          |
| 6       | 6   | David Pearson    | Owens Racing          | Dodge       | 3     | 179  | 0          |
| 7       | 77W | Marvin Porter    | Vel Miletich          | Ford        | 31    | 179  | 0          |
| 8       | 06  | Skip Hudson      | Holman Moody          | Ford        | 9     | 178  | 0          |
| 9       | 16  | Darel Dieringer  | Stroppe Motorsports   | Mercury     | 8     | 177  | 0          |
| 10      | 02  | Troy Ruttman     | Nichels Engineering   | Plymouth    | 17    | 177  | 0          |
| 11      | 0   | Don White        | Holman Moody          | Ford        | 13    | 176  | 0          |
| 12      | 98W | Eddie Gray       | Ralph Shelton         | Mercury     | 39    | 174  | 0          |
| 13      | 4   | Billy Wade       | Bud Moore Engineering | Mercury     | 15    | 174  | 0          |
| 14      | 2W  | Jim Cook         | Floyd Johnson         | Ford        | 40    | 170  | 0          |
| 15      | 32  | Tiny Lund        | Dave Kent             | Ford        | 18    | 164  | 0          |
| 16      | 60W | Bruce Worrell    | Coz Concilla          | Oldsmobile  | 38    | 161  | 0          |
| 17      | 28  | Fred Lorenzen    | Holman Moody          | Ford        | 1     | 159  | 7          |
| 18      | 56  | Jim Bray         | Nick Rampling         | Chevrolet   | 37    | 156  | 0          |
| 19      | 44W | Lloyd Dane       | Bob Kitchell          | Ford        | 20    | 154  | 0          |
| 20      | 7W  | Dick Mitchell    | Chuck Parkko          | Ford        | 22    | 152  | 0          |
| 21      | 00  | A.J. Foyt        | Matthews Racing       | Ford        | 12    | 151  | 0          |
| 22      | 151 | Bill Clifton     | Bill Clifton          | Ford        | 35    | 150  | 0          |
| 23      | 92  | Jack Anderson    | Jack Anderson         | Ford        | 36    | 145  | 0          |
| 24      | 14  | Dave MacDonald   | Stroppe Motorsports   | Mercury     | 5     | 137  | 0          |
| 25      | 10  | Don Walker       | i.u.                  | Ford        | 33    | 106  | 0          |
| 26      | 43  | Richard Petty    | Petty Enterprises     | Plymouth    | 2     | 101  | 27         |
| 27      | 33W | Jim Blomgren     | Clem Proctor          | Pontiac     | 24    | 94   | 0          |
| 28      | 58W | Oren Prosser     | i.u.                  | Pontiac     | 29    | 87   | 0          |
| 29      | 8   | Joe Weatherly    | Bud Moore Engineering | Mercury     | 16    | 86   | 0          |
| 30      | 25  | Paul Goldsmith   | Nichels Engineering   | Dodge       | 44    | 83   | 0          |
| 31      | 05W | Dave James       | Jack Alger            | Dodge       | 23    | 79   | 0          |
| 32      | 15  | Parnelli Jones   | Stroppe Motorsports   | Mercury     | 11    | 68   | 9          |
| 33      | 18W | Chuck Daigh      | Stroppe Motorsports   | Mercury     | 27    | 62   | 0          |
| 34      | 1W  | Joe Ruttman      | Troy Ruttman          | Mercury     | 32    | 46   | 0          |
| 35      | 65W | Walt Price       | Bob Bristol           | Ford        | 41    | 43   | 0          |
| 36      | 27  | Walt Price       | Bob Bristol           | Plymouth    | 19    | 32   | 0          |
| 37      | 162 | Curtis Crider    | i.u.                  | Ford        | 30    | 26   | 0          |
| 38      | 26  | Rodger Ward      | Stroppe Motorsports   | Mercury     | 7     | 26   | 0          |
| 39      | 51W | Clem Proctor     | Clem Proctor          | Ford        | 25    | 15   | 0          |
| 40      | 61W | Don Noel         | i.u.                  | Oldsmobile  | 34    | 10   | 0          |
| 41      | 3W  | Danny Weinberg   | Carl Dane             | Plymouth    | 28    | 9    | 0          |
| 42      | 12W | Frank Deiny      | i.u.                  | Ford        | 42    | 9    | 0          |
| 43      | 64W | Al Self          | Al Self               | Ford        | 43    | 9    | 0          |
| 44      | 20W | Al Brand         | i.u.                  | Chevrolet   | 26    | 7    | 0          |
| Källor: |     |                  |                       |             |       |      |            |